# Puerto de Granadilla
El puerto industrial de Granadilla es un puerto en construcción situado en el municipio de Granadilla de Abona, en el sureste de la isla de Tenerife (Canarias, España). Se trata de una obra complementaria del puerto de Santa Cruz de Tenerife y destinada a dotar de instalaciones necesarias a distintos tipos de tráfico, captar nuevos tráficos y cubrir incrementos. Constituye el mayor puerto industrial del archipiélago canario.

## Características
El puerto tiene un contradique de una longitud de 1.150 metros. El Dique Exterior se prolonga longitudinalmente en 2.512 metros. El Muelle de Ribera tiene 160 metros con un calado de dieciséis metros y una explanada asociada de quince hectáreas aproximadamente.
En la actualidad se encuentra en ejecución el segundo tramo del Muelle de Ribera, lo que se traducirá en la materialización de otros 160 metros de muelle.
En el Muelle de Ribera, se preveía la construcción de una planta regasificadora, cuyo objetivo era el de suministrar gas natural a la colindante Central térmica de Granadilla, así como a hogares, industrias y complejos hoteleros. Tras varios retrasos y el rechazo de grupos ecologistas, Puertos de Tenerife anuncia en 2021 la desestimación y el archivo de la solicitud de concesión para la regasificadora de Enagás en el Puerto de Granadilla. En 2024, el Cabildo de Tenerife retoma el proyecto de introducir el gas en la isla, con el objetivo de instalar una planta regasificadora flotante en el Puerto de Granadilla.
Con la entrada en funcionamiento del Puerto de Granadilla, la Autoridad Portuaria de Santa Cruz de Tenerife gestiona seis puertos de interés general para esta provincia marítima; los de Santa Cruz de Tenerife, Los Cristianos y Granadilla en la isla de Tenerife, y los de San Sebastián de La Gomera, Santa Cruz de La Palma y La Estaca, este último en la isla de El Hierro.

## Historia
Ya en 2004 fue aprobado por Orden Ministerial el Plan de utilización de los espacios portuarios del Puerto de Granadilla. En 2006, la Comisión Europea emitió dictamen favorable a la ejecución del puerto.
Posteriormente habría varios retrasos en la obra. En noviembre de 2017 el Ministerio de Fomento otorgó el informe favorable para la apertura de la infraestructura portuaria de Granadilla para comenzar a recibir sus primeros atraques.
El Puerto de Granadilla recibió su primer atraque el 21 de noviembre de ese año, con la escala de la plataforma llamada "West Leo" de la multinacional Seadrill. Dicha plataforma flotante procedía del astillero de Avondale, en el río Mississipi, sur de Estados Unidos.
El 2 de marzo de 2018 fue inaugurada la finalización de los trabajos del dique de abrigo, por el presidente del Gobierno de España Mariano Rajoy, permitiendo la entrada en servicio de forma parcial del puerto. Hoy en día las obras del puerto continúan, con la construcción del muelle de ribera.
El 9 de noviembre de 2020 se llegaba un acuerdo entre Petrocan (Cepsa) y la Autoridad Portuaria de Santa Cruz de Tenerife para el traslado de ciertas instalaciones de la Refinería de Santa Cruz de Tenerife al Puerto de Granadilla, en línea con el compromiso para el desmantelamiento de la antigua refinería.
El 16 de junio de 2023, la Autoridad Portuaria de Santa Cruz de Tenerife anunciaba la inversión de 47 millones de euros, provenientes de Fondos FEDER, para el cierre del muelle de Ribera y rellenos en el Puerto de Granadilla.